# FC Pristina
Maillots
Actualités
Le FC Prishtina est un club de football kosovar fondé en 1922. Il évolue au sein de la Raiffeisen Superliga du Kosovo.

## Histoire
Le club est créé en 1922 à Pristina (alors en Yougoslavie) avec le nom Kosova Pristina.
En 1963, il obtient son statut professionnel et, par la suite, il rejoint la deuxième division yougoslave en 1965.
En 1983, le club évolue en Division 1 de la Yougoslavie.

## Bilan sportif

### Palmarès
- Championnat du Kosovo (18)
  - Champion : 1948, 1951, 1954, 1959, 1961, 1977, 1979, 1992, 1996, 1997, 2000, 2001, 2004, 2008, 2009, 2012, 2013, 2021
- Coupe du Kosovo (8)
  - Vainqueur : 1994, 1995, 2006, 2013, 2018, 2020, 2023, 2025
- Supercoupe du Kosovo (11)
  - Vainqueur : 1995, 1996, 2001, 2004, 2006, 2008, 2009, 2013, 2016, 2020, 2024
- Championnat de Yougoslavie de D2 (1)
  - Champion : 1983

### Bilan européen
Note : dans les résultats ci-dessous, le score du club est toujours donné en premier.
| Saison    | Compétition             | Tour              | Club                   | Domicile            | Extérieur           | Total               |
| --------- | ----------------------- | ----------------- | ---------------------- | ------------------- | ------------------- | ------------------- |
| 2017-2018 | Ligue Europa            | Premier tour Q    | St. Patrick's Athletic | 0 - 1               | 0 - 5               | 0 - 6               |
| 2018-2019 | Ligue Europa            | Tour préliminaire | Europa FC              | 5 - 0               | 1 - 1               | 6 - 1               |
| 2018-2019 | Ligue Europa            | Premier tour Q    | CS Fola Esch           | 0 - 0               | 0 - 0 ap            | 0 - 0 (4 - 5 tab)   |
| 2019-2020 | Ligue Europa            | Tour préliminaire | Saint Joseph's FC      | 1 - 1               | 0 - 2               | 1 - 3               |
| 2020-2021 | Ligue Europa            | Tour préliminaire | Lincoln Red Imps       | Défaite par forfait | Défaite par forfait | Défaite par forfait |
| 2021-2022 | Ligue des champions     | Tour préliminaire | SS Folgore/Falciano    | 2 - 0               | 2 - 0               | 2 - 0               |
| 2021-2022 | Ligue des champions     | Tour préliminaire | Inter Club d'Escaldes  | 2 - 0               | 2 - 0               | 2 - 0               |
| 2021-2022 | Ligue des champions     | Premier tour Q    | Ferencváros TC         | 1 - 3               | 0 - 3               | 1 - 6               |
| 2021-2022 | Ligue Europa Conférence | Deuxième tour Q   | Connah's Quay Nomads   | 4 - 1               | 2 - 4               | 6 - 5               |
| 2021-2022 | Ligue Europa Conférence | Troisième tour Q  | FK Bodø/Glimt          | 2 - 1               | 0 - 2               | 2 - 3               |
| 2025-2026 | Ligue Europa            | Premier tour Q    | Sheriff Tiraspol       | 2 - 1               | 0 - 4               | 2 - 5               |
| 2025-2026 | Ligue Conférence        | Deuxième tour Q   | Larne FC               | 1 - 1 ap            | 0 - 0               | 1 - 1 (4 - 5 tab)   |

1. ↑  Affecté par plusieurs cas de Covid-19 au sein de son effectif, le FC Pristina se trouve dans l'incapacité de disputer la rencontre contre Lincoln Red Imps et est déclaré perdant par forfait[2].

Légende
- Victoire ou qualification pour le tour suivant
- Match nul
- Défaite ou élimination de la compétition

## Personnalités du club

### Entraîneurs
- Miroslav Blažević
- Fuad Muzurović
- Kujtim Shala
- Medin Zhega

### Joueurs emblématiques
- Kujtim Shala (1984–1989)
- Ardian Kozniku (1988–1990)
- Fadil Vokrri (1980–1986)
- Debatik Curri (2003–2005)
- Armend Dallku (2002–2003)
- Besnik Hasi (1993)
- Kristian Nushi (1993–1999)
- Goran Đorović (1992–1993)
- Vladislav Đukić (1986–1987)